# Pădurea Hîrjauca-Sipoteni (arie protejată)
Hîrjauca-Sipoteni este un sector reprezentativ cu vegetație silvică în raionul Călărași, Republica Moldova. Este amplasat în ocolul silvic Hîrjauca, subparcelele 41C, 41D și 41G. Are o suprafață de 5,4 ha. Obiectul este administrat de Întreprinderea silvică Călărași.

## Caracteristici geografice
Sectorul protejat este situat la sud-est de satul Hîrjauca, în apropierea mănăstirii cu același nume și a sanatoriului „Codru” (la depărtare de 100 m de ultimul), pe un versant cu expoziție nord-estică și înclinare de 10°. Altitudinea variază între 180 și 245 m. Solul este brun de pădure.

## Diversitate floristică
Genofondul ariei protejate cuprinde 74 de specii de plante vasculare, dintre care 12 specii de arbori, 8 de arbuști și 54 de plante ierboase. Șase specii sunt rare: Actaea spicata, Arum orientale, Cephalanthera damasonium, Epipactis heleborine, Circaea lutetiana și Vinca minor.

### Arbori

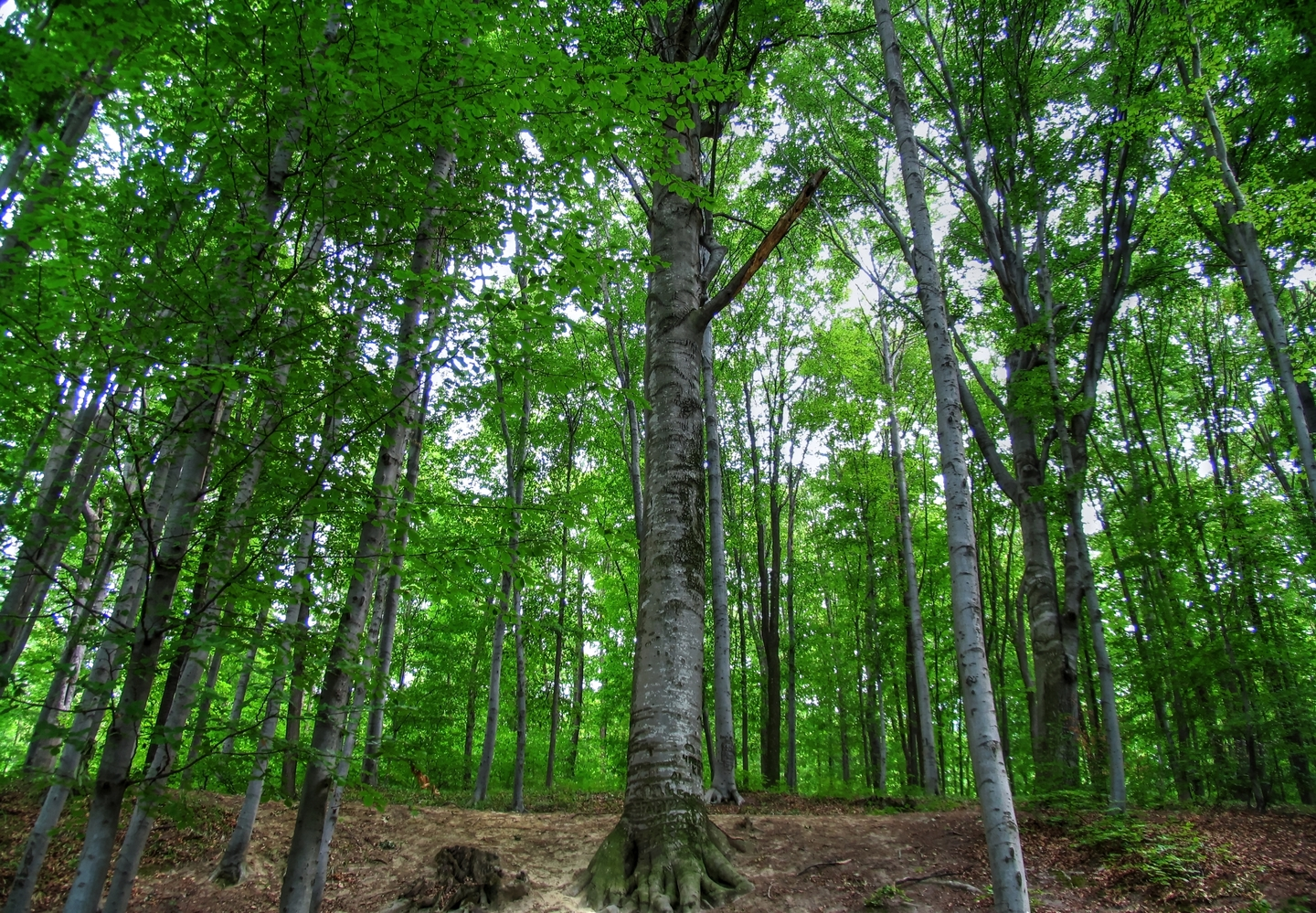
Pădurea de fag

Arboretul se clasifică ca natural fundamental de productivitate superioară (440 m³/ha) în subparcela 41C și ca parțial derivat în restul subparcelelor.
Prevalează fagii (Fagus sylvatica), majoritatea cărora au răsărit în jurul anului 1925, cu câteva exemplare provenind din anii 1880. Diametrul tulpinii este de 50 cm, în unele cazuri valoarea dată atingând 120 cm. Înălțimea acestor arbori este de 31 m. În proporție de 95%, fagii provin din semințe. Fructifică destul de abundent, dar nu în fiecare an.
Alte specii de arbori înregistrați în aria protejată sunt stejarul pedunculat (Quercus robur), frasinul (Fraxinus excelsior), teiul (Tilia cordata), cireșul (Cerasus avium), carpenul (Carpinus betulus) și salcia (Salix alba). În proporții neglijabile se întâlnesc jugastrul (Acer campestre), paltinul de munte (Acer pseudoplatanus) și cel de câmp (Acer platanoides), sorbul⁠(d) (Sorbus torminalis) și ulmul (Ulmus carpinifolia).

### Arbuști
Stratul de arbuști este slab dezvoltat din cauza gradului ridicat de încheiere al arboretului (altfel spus, a umbrei abundente). Înălțimea exemplarelor mature variază, în funcție de specie, de la 30 cm la 1,3 m. Majoritatea arbuștilor vegetează și nu fructifică.
Cele mai întâlnite specii sunt socul (Sambucus nigra) și sângerul (Swida sanguinea). Lista completă a arbuștilor identificați în pădurea Hîrjauca-Sipoteni este redată în cele ce urmează:
- Cornus mas
- Corylus avellana
- Crataegus monogyna
- Euonymus europaea
- Euonymus verrucosa
- Rosa canina
- Sambucus nigra
- Swida sanguinea

### Ierburi
Stratul de ierburi nu este uniform. Gradul de acoperire cu ierburi variază pe teritoriul ariei protejate între 30% și 60%.
Din punct de vedere al ritmului de dezvoltare, particularităților ecologice și importanței fitocenotice, plantele ierboase identificare la Hîrjauca-Sipoteni sunt clasificate în următoarele sinuzii:
- efemeride (Scilla bifolia, Corydalis solida, C. cava, Anemonoides ranunculoides, Dentaria bulbifera)
- plante perene verzi în timpul verii (Aegopodium podagraria, Scutellaria altissima, Scrophularia nodosa, Campanula bononiensis, Brachipodium sylvaticum)
- plante care își păstrează unele frunze în timpul iernii (Hedera helix, Carex brevicollis, C. pilosa, Asarum europaenum, Galeobdolon luteum, Sanicula europaea)

Cele mai abundente specii, majoritatea dintre care formează chiar pâlcuri, sunt Hedera helix, Carex brevicollis, C. pilosa, Asarum europaenum, Aliaria petiolata și Aegopodium podagraria. Lista completă a speciilor de plante identificate în sectorul reprezentativ este redată în cele ce urmează:
- Actaea spicata L.
- Aegopodium podagraria L.
- Alliaria petiolata (Bieb.) Cavara et Grande
- Anemonoides ranunculoides (L.) Holub
- Anthriscus sylvestris (L.) Beauv.
- Arum orientale Bieb.
- Asarum europaenum L.
- Brachypodium sylvaticum (Huds.) Beauv.
- Bromopsis benekenii (Lange) Holub
- Calystegia sepium (L.) R.Br.
- Campanula bononiensis L.
- Carex brevicollis DC.
- Carex pilosa Scop.
- Cephalanthera damasonium (Mill.) Druce
- Circaea lutetiana L.
- Corydalis cava (L.) Schweigg. et Korte
- Corydalis solida (L.) Clairv.
- Cucubalus bacifer L.
- Dactyilis glomerata L.
- Epipactis heleborine (L.) Crantz
- Equisetum arvense L.
- Galeobdolon luteum Huds.
- Galium aparine L.
- Galium odoratum (L.) Scop.
- Geranium phaeum L.
- Geranium robertianum L.
- Geum urbanum L.
- Glechoma hirsuta Waldst. et Kit.
- Hedera helix L.
- Hordelymus europaeus (L.) Harz
- Impatiens noli-tangere L.
- Lycopus europaeus L.
- Melica uniflora Retz.
- Mercurialis perennis L.
- Mycelis muralis (L.) Dumort.
- Poa nemoralis L.
- Polygonatum latifolium Desf.
- Polygonatum multiflorum (L.) All.
- Pulmonaria obscura Dumort.
- Pulmonaria oficinalis L.
- Rubus idaeus L.
- Salvia glutinosa L.
- Sanicula europaea L.
- Scilla bifolia L.
- Scutellaria altissima L.
- Scrophularia nodosa L.
- Sonchus arvensis L.
- Stachys sylvatica L.
- Stellaria holostea L.
- Tussilago farfara L.
- Urtica dioica L.
- Vinca minor L.
- Viola hirta L.
- Viola reichenbachiana Jord.

## Statut de protecție
Aria protejată Hîrjauca-Sipoteni este o suprafață reprezentativă de pădure de fag caracteristică pentru pădurile din centrul Moldovei, valoroasă datorită vârstei și parametrilor biomorfologici ale fagului.
Obiectivul a aparținut în trecut mănăstirii Hîrjauca, beneficiind de regim protejat la fel ca și majoritatea pădurilor aflate în proprietatea mănăstirilor. Prima oficializare a statutului de protecție a avut loc în anul 1928, când o suprafață de 5 ha de copaci bătrâni de fag a fost inclusă în lista rezervațiilor protejate, fiind atribuită la categoria „Arii naturale importante din punct de vedere botanic, zoologic, geologic sau estetic și istoric”. Sectorul dat de pădure a fost inclus în lista rezervațiilor naturale legalizate până în anul 1944 oficializate în România. Printr-o Hotărâre a Consiliului de Miniștri al României din 19 iulie 1937, așa-numitul sector Hârjauca-Palanca, cu o suprafață de 7 ha, a fost unul din cele opt suprafețe de pădure declarate monumente ale naturii din Basarabia. Delimitarea curentă de 5,4 ha a ariei naturale a fost făcută prin Hotărîrea Sovietului de Miniștri al RSSM din 8 ianuarie 1975 nr. 5, când aceasta a fost declarată monument al naturii și luată sub protecția statului. Statutul de protecție a fost reconfirmat prin Legea nr. 1538 din 25 februarie 1998 privind fondul ariilor naturale protejate de stat, în anexele căreia pădurea este atribuită la categoria „Monumente ale naturii de tip botanic, a) sectoare reprezentative de vegetație silvică”.
Aria protejată este valorificată ca loc de agrement pentru clienții sanatoriului „Codru”, din care cauză solul este bătătorit, iar tulpinile mai multor fagi remarcabili au fost vandalizate. Pentru ameliorarea situației ecologice, este recomandată limitarea accesului populației în zona protejată și amenajarea unor zone de agrement în alte locuri. Într-un studiu din 2005, unii specialiști de la Grădina Botanică (Institut) a Academiei de Științe a Moldovei recomandă includerea în aria protejată a încă două subparcele, învecinate, și anume 41F și 42J.

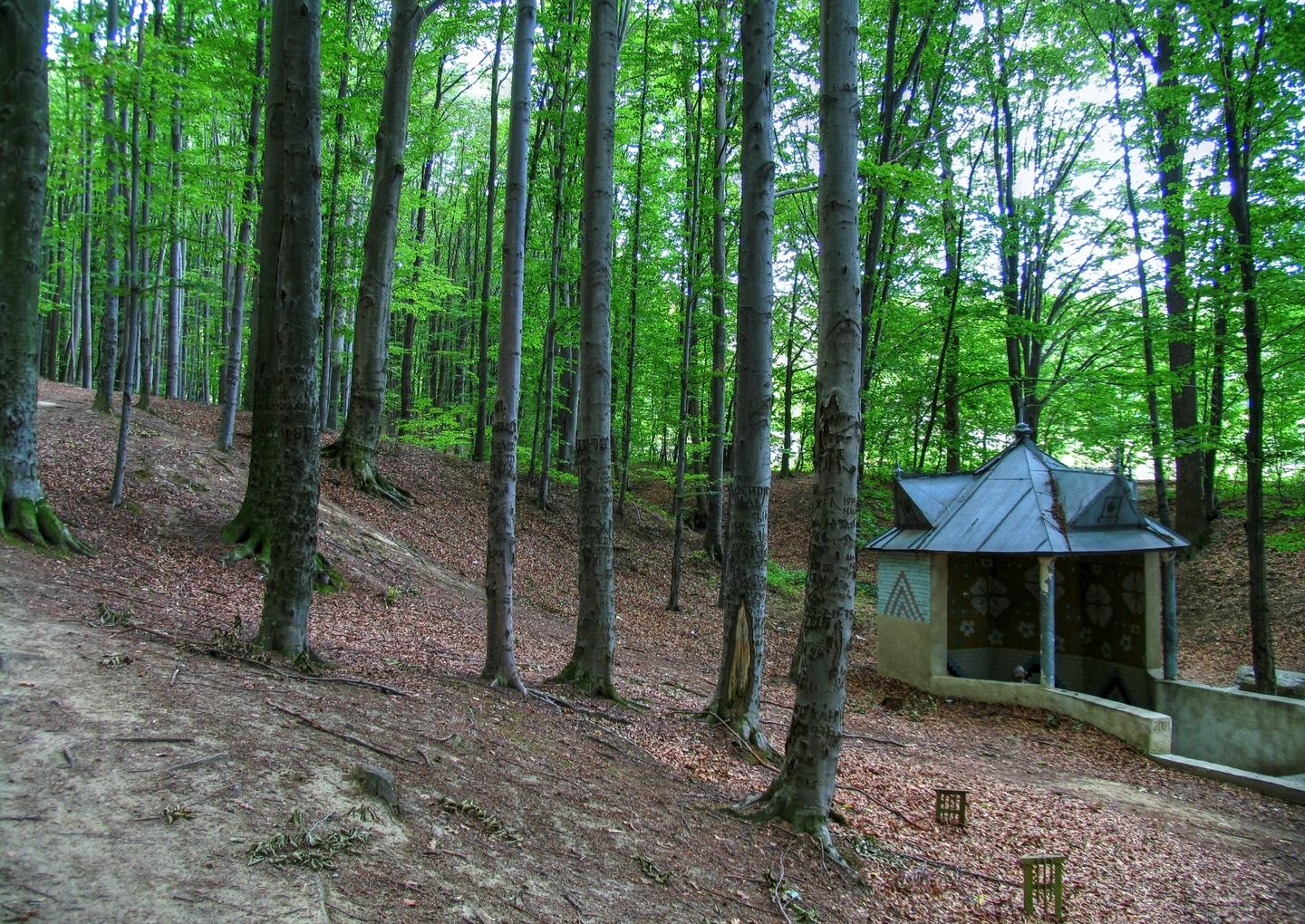
Pământ bătătorit
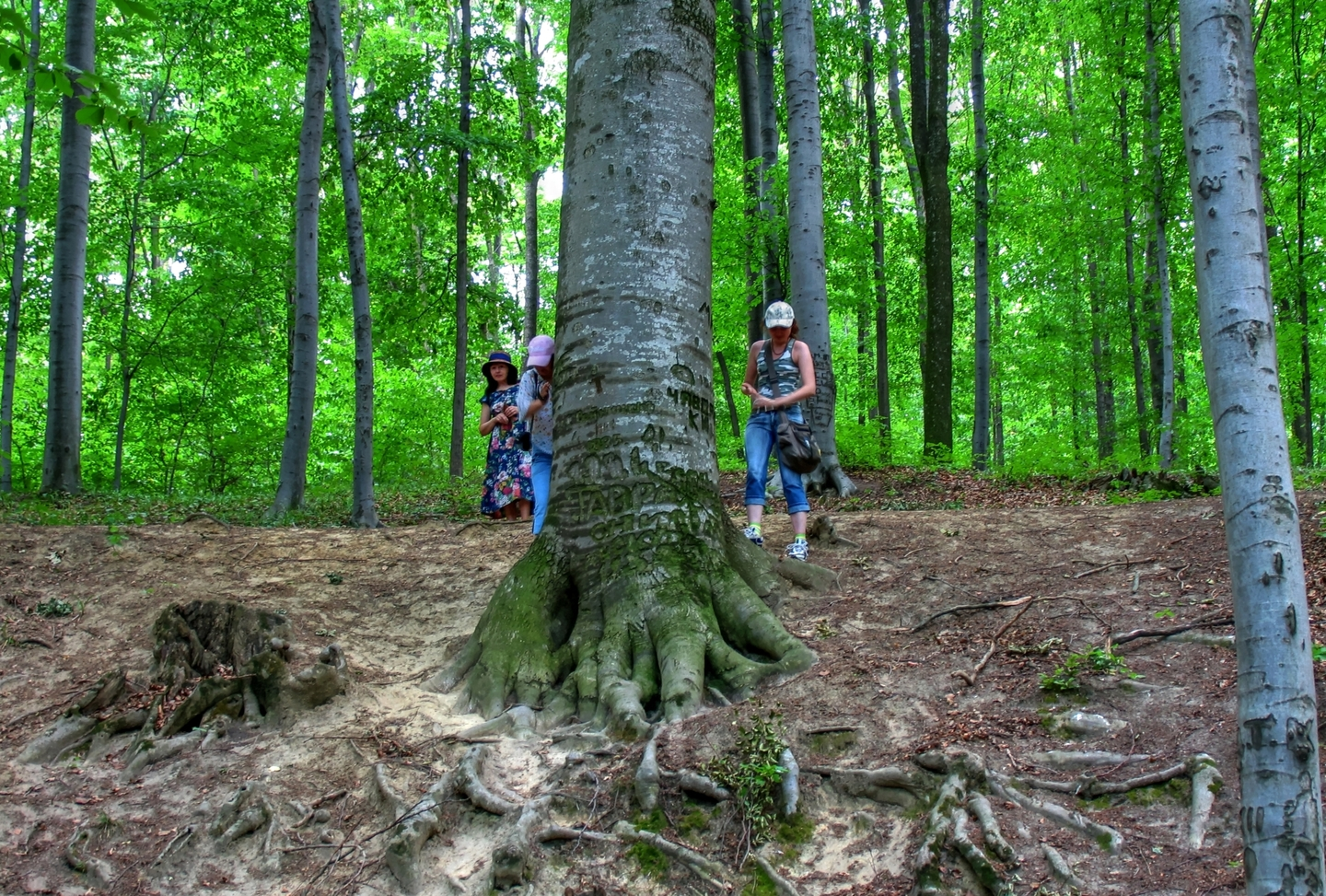
Tulpina unui fag, scrijelită cu inscripții
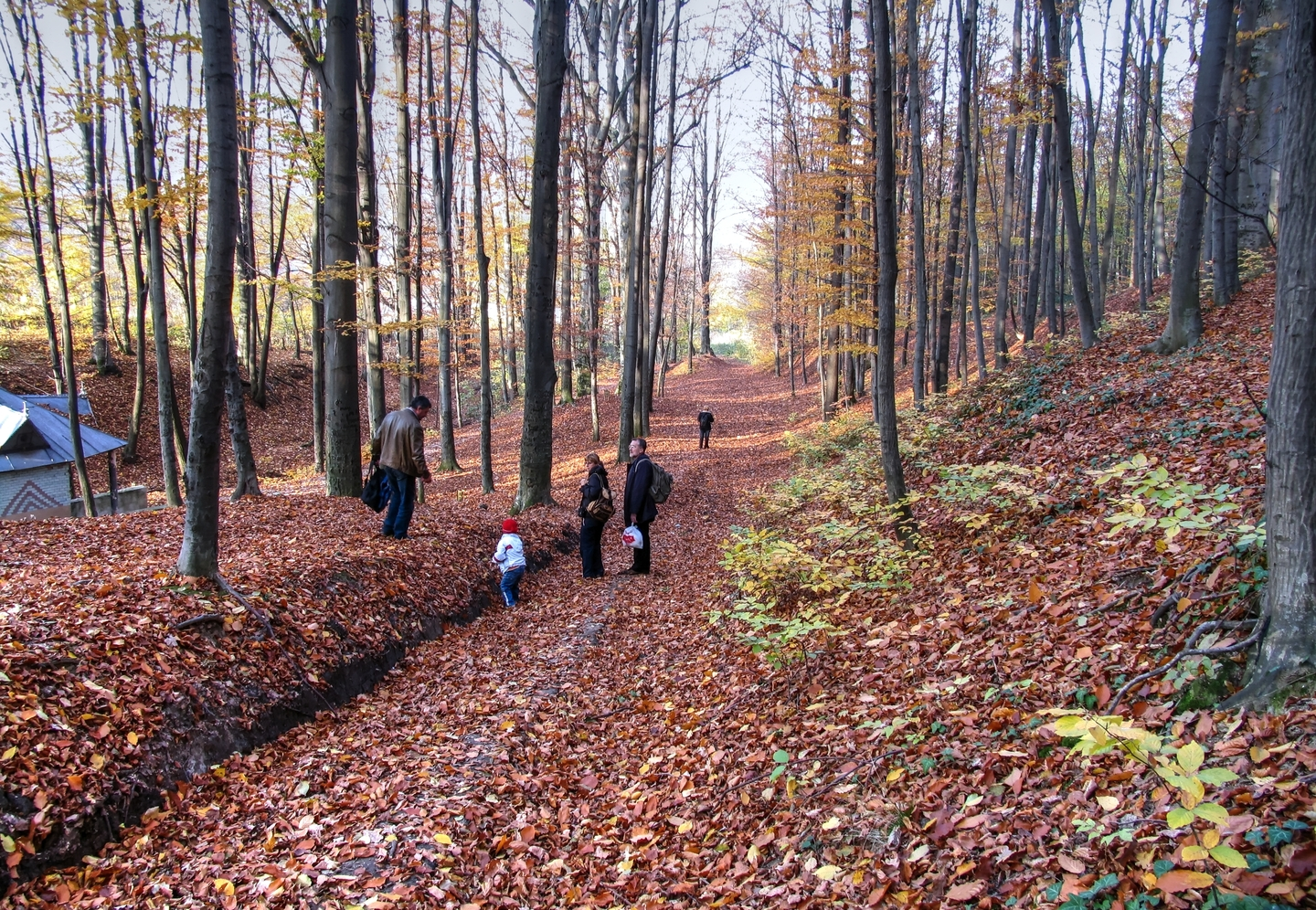
Alei